# Doppio

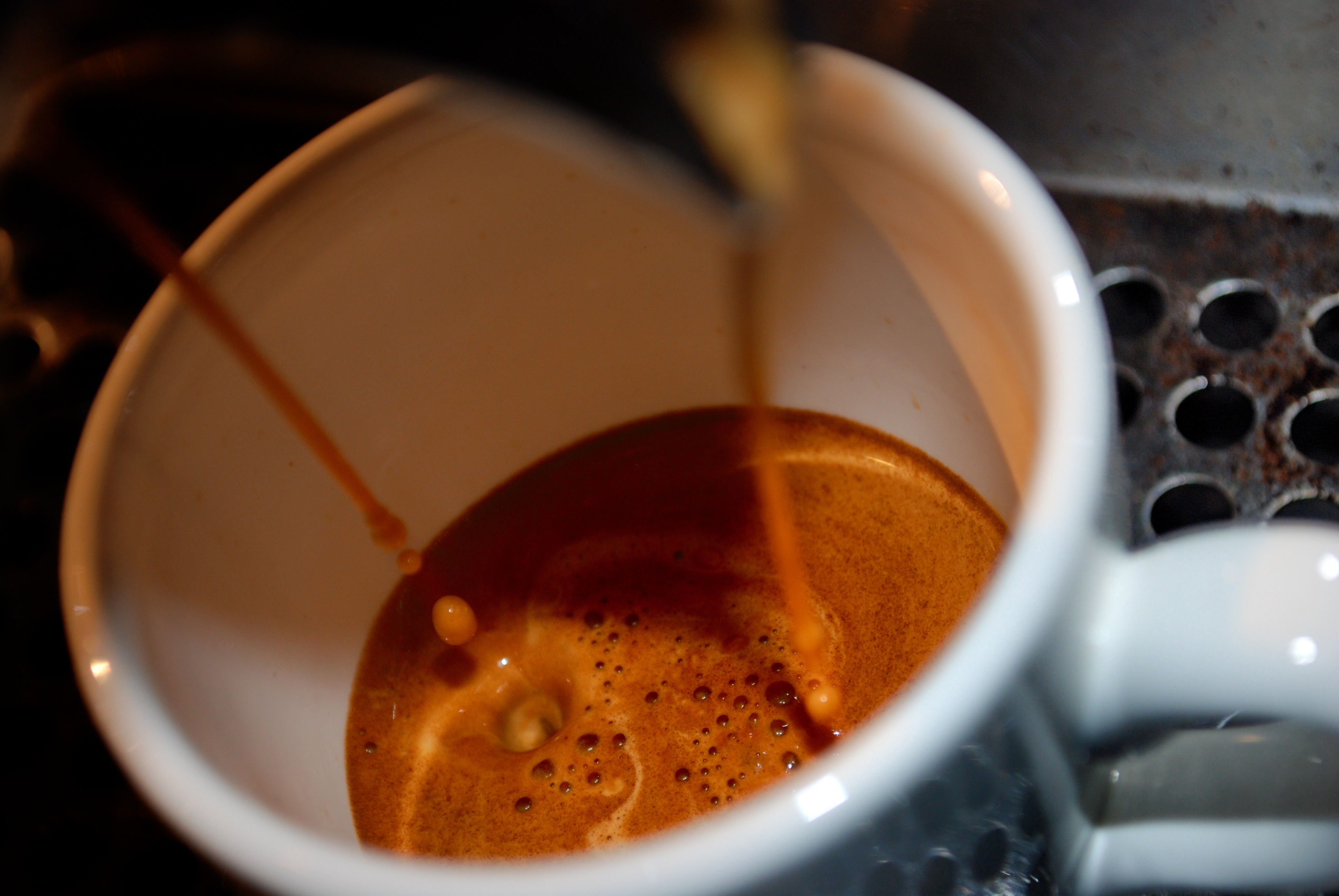
Extracción de un doppio

Un doppio es un café espresso hecho con dos cargas, extraído utilizando un filtro de café doble. Esto resulta en 60 ml de bebida, el doble de un espresso convencional. También es llamado estándar doble y es un estándar para juzgar la calidad de un barista en competencia. La palabra doppio significa "doble" en italiano.